# Thelypteris acuminata
Thelypteris acuminata là một loài thực vật có mạch trong họ Thelypteridaceae. Loài này được (Houtt.) C.V. Morton miêu tả khoa học đầu tiên năm 1958.

## Hình ảnh

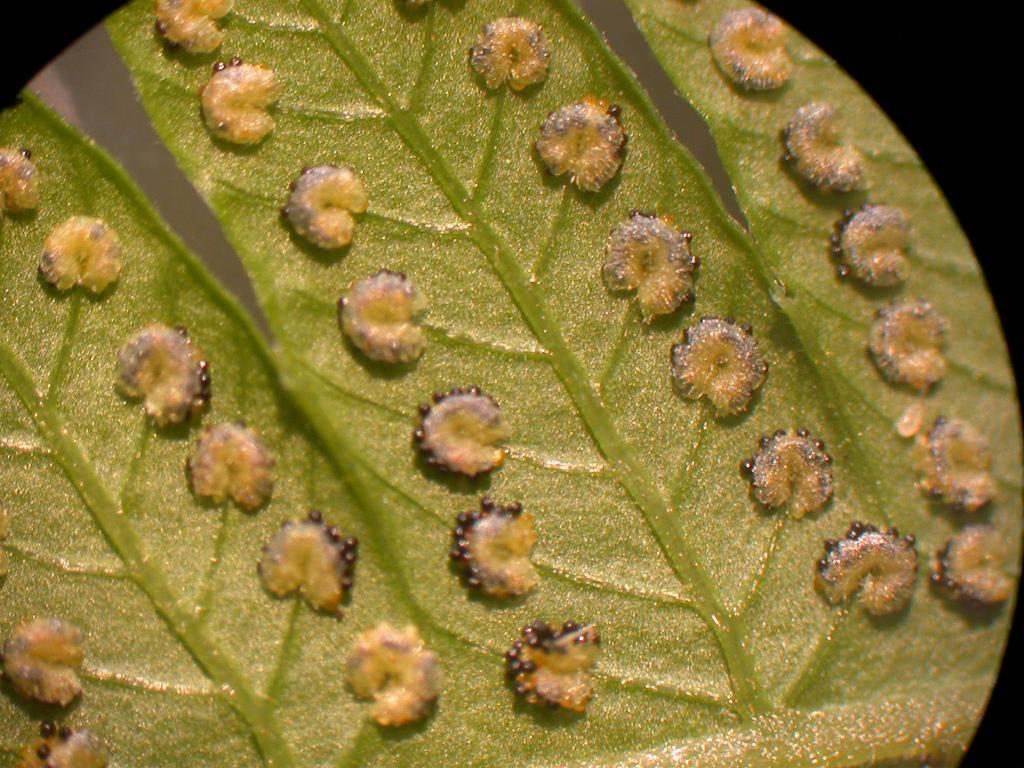
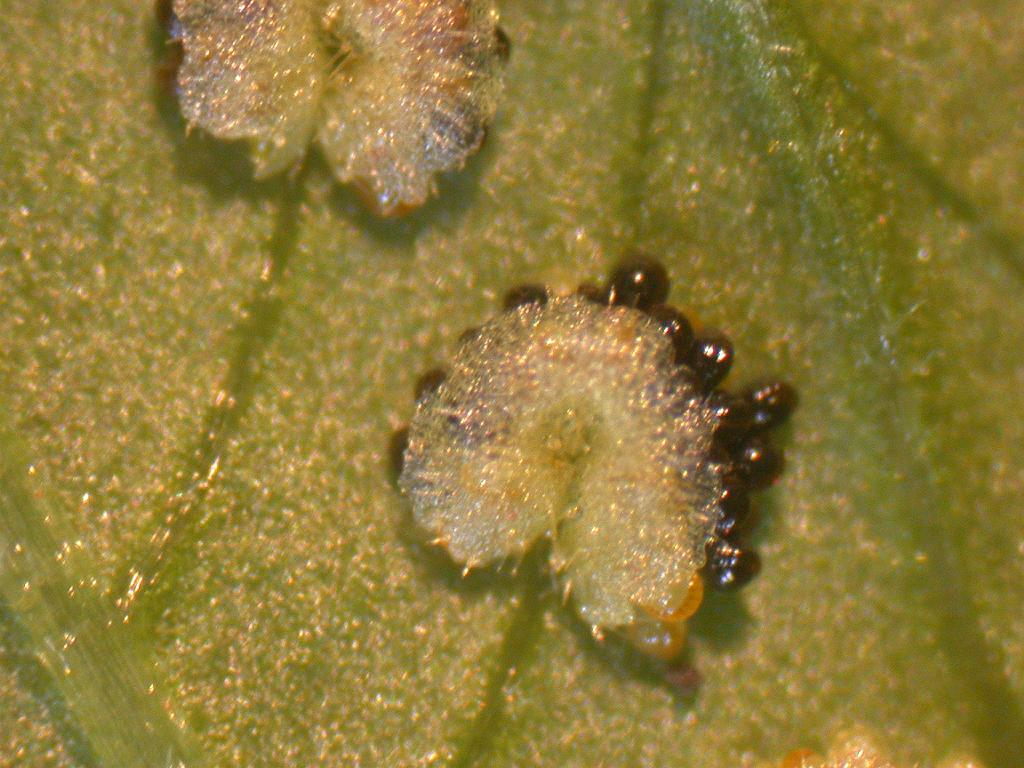
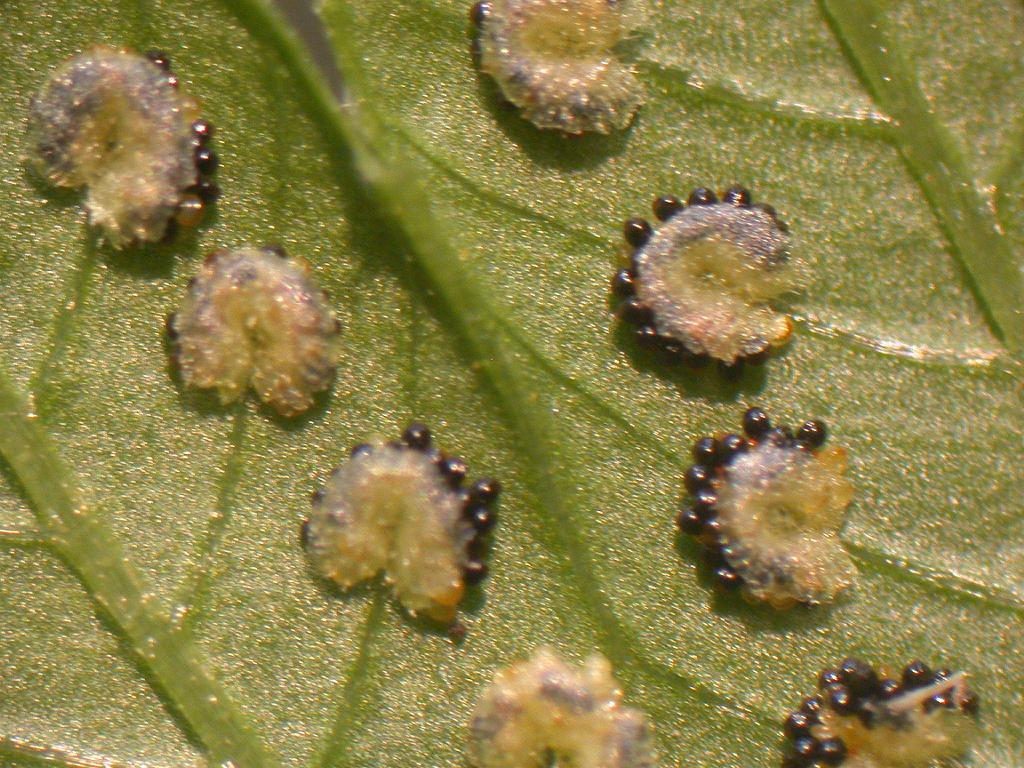
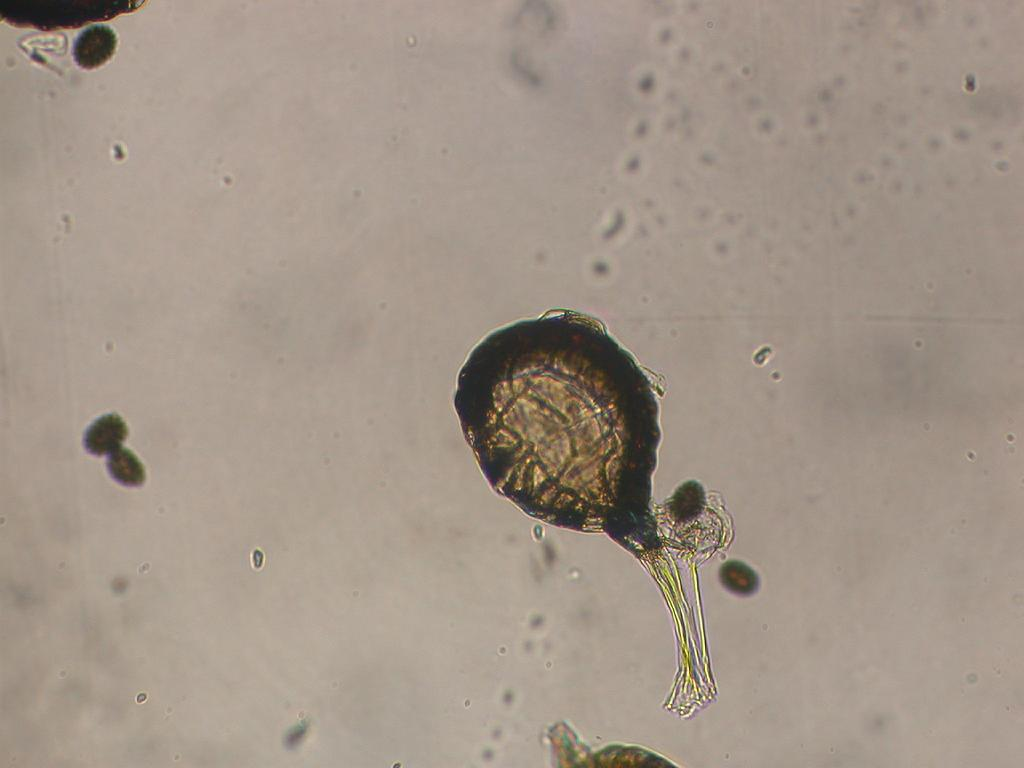